# Бергтгайм
Бергтгайм (нім. Bergtheim) — громада в Німеччині, розташована в землі Баварія. Підпорядковується адміністративному округу Нижня Франконія. Входить до складу району Вюрцбург. Центр об'єднання громад Бергтгайм.
Площа — 26,48 км2. Населення становить 3844 ос. (станом на 31 грудня 2020).